# Горење Поникве
Горење Поникве (словен. Gorenje Ponikve, нем Oberponikwe) је насељено место у општини Требње, регија Југоисточна Словенија, Словенија.

## Историја
До територијалне реорганизације у Словенији било је у саставу старе општине Требње.

## Становништво
У попису становништва из 2011. Горење Поникве је имало 105 становника.
| Број становника према пописима | Број становника према пописима | Број становника према пописима |
| ------------------------------ | ------------------------------ | ------------------------------ |
| 1991                           | 2002                           | 2011                           |
| 112                            | 108                            | 105                            |

Напомена: Године 2018. извршена је мања размена територије између насеља Горење Поникве и Долење Поникве.